# 扁陀螺钟螺
扁陀螺钟螺（学名：Calliostoma koma），又名口馬麗口螺，是原始腹足目钟螺科钟螺属的一种。主要分布于韩国、中国大陆、台湾，常栖息在浅海沙底。